# Władimir Kośmin
Władimir Dmitriewicz Kośmin, ros. Владимир Дмитриевич Косьмин (ur. 24 czerwca 1884 w Kursku, zm. 25 kwietnia 1950 w Sydney) – rosyjski wojskowy (generał major), emigracyjny działacz polityczny, dowódca oddziałów wojskowych złożonych z emigrantów rosyjskich na służbie japońskiej

## Życiorys
Ukończył seminarium duchowne w Kursku, zaś w 1904 r. junkierską szkołę piechoty w Czugujewie. Brał udział w wojnie rosyjsko-japońskiej w latach 1904–1905. W 1911 r. ukończył akademię sztabu generalnego. Uczestniczył w I wojnie światowej. Służył w 8 moskiewskim pułku grenadierów. W 1915 r. był odznaczony Orderem Św. Jerzego 4 klasy. W 1916 r. awansował do stopnia podpułkownika. W 1918 r. wstąpił do wojsk białych. Awansował na pułkownika. Od 3 sierpnia 1918 r. był szefem sztabu 1 uralskiej dywizji piechoty, zaś od 7 stycznia 1919 r. dowódcą 4 ufimskiej dywizji strzeleckiej. W marcu tego roku awansował na generała majora. Od maja dowodził VI uralskim korpusem armijnym, od czerwca samodzielną grupą wojsk, zaś od sierpnia do listopada uralską grupą wojsk. 12 września był odznaczony Orderem Św. Jerzego 3 klasy. Od grudnia 1919 r. do marca 1920 r. uczestniczył w tzw. Wielkim Syberyjskim Marszu Lodowym. Następnie objął funkcję generała do specjalnych poruczeń przy dowódcy Armii Dalekowschodniej. 8 lipca 1920 r. został dowódcą dywizji im. atamana Siemionowa samochodów pancernych. 30 lipca czasowo przejął funkcję generała kwatermistrza w sztabie armii. Wraz z resztkami armii przeszedł do Chin, gdzie zamieszkał w Szanghaju. Wstąpił do Związku Antykomunistycznego z siedzibą w Tiencinie. Sformował, a następnie stanął na czele oddziału ochrony linii kolejowych, podporządkowanego Japończykom. Wiosną 1931 r. stanął na czele Rosyjskiej Partii Faszystowskiej, ale już w 1932 r. został z niej wykluczony pod zarzutem defraudacji partyjnych finansów. Od 1933 r. przewodniczył charbińskiemu oddziałowi Związku Monarchistów. Przewodniczył mandżurskiemu oddziałowi Bractwa Rosyjskiej Prawdy. Po utworzeniu marionetkowego państwa Mandżukuo współpracował z tajnymi służbami japońskimi. Z polecenia japońskiego wywiadu współuczestniczył w formowaniu 2 oddziałów wojskowych złożonych z rosyjskich emigrantów, ochraniającymi linie kolejowe Mukden-Shanhaiguan i Jilin-Lafachan, które weszły później w skład Brygady Asano. Po zakończeniu II wojny światowej uniknął aresztowania przez Sowietów. Udało mu się wyjechać do Australii.